# Филиппов, Пётр Сергеевич
Пётр Сергеевич Филиппов (род. 6 июня 1945, Одесса, Украинская ССР) — российский политик и государственный деятель, народный депутат России, депутат Ленинградского городского совета народных депутатов.

## Биография
Выпускник Ленинградского института авиационного приборостроения (ныне — ГУАП) 1967 года, 1974 окончил аспирантуру кораблестроительного института. Кандидат экономических наук.
В 1985 принял участие в создании кооператива «Последняя надежда» и занялся цветочным бизнесом.
Один из лидеров Ленинградского народного фронта, депутат Ленсовета, издатель газеты «Невский курьер».
В феврале 1993 вошел в состав Президентского Совета. В следующем месяце этого года был руководителем Аналитического Центра по вопросам политики и социально-экономической ситуации в администрации президента Ельцина.
С июня 1993 года — один из руководителей Республиканской Партии Российской Федерации. С марта 1994 — начальник управления информации, снова при администрации президента Ельцина. С 2000 года — президент Фонда информационной поддержки социально-экономических реформ.

## Награды
- Медаль ордена «За заслуги перед Отечеством» II степени (10 марта 1995 года) — за заслуги перед государством, связанные с завершением первого этапа чековой приватизации[4].
- Благодарность Президента Российской Федерации (25 июля 1996 года) — за активное участие в организации и проведении выборной кампании Президента Российской Федерации в 1996 году[5].